# 東ティモール時間
東ティモールでは現在、UTC+9の標準時が採用されている。同国は赤道付近にあるため夏時間は実施されていない。

## IANAのTime Zone Database
IANAのTime Zone Databaseには、東ティモールの標準時が1つ含まれている。
| 国コード | 座標        | 時間帯ID  | 注釈 | 協定世界時との差 | 夏時間 | 備考 |
| -------- | ----------- | --------- | ---- | ---------------- | ------ | ---- |
| TL       | −0833+12535 | Asia/Dili |      | +09:00           | +09:00 |      |